# جوانا بوركي
جوانا بوركي (بالإنجليزية: Joanna Bourke)‏ هي مؤرخة وبروفيسورة نيوزيلندية وبريطانية، ولدت في 1963 في بلنهيم في نيوزيلندا.

## وصلات خارجية
- جوانا بوركي على موقع ميوزك برينز (الإنجليزية)